# Glaphyropoma spinosum
Glaphyropoma spinosum és una espècie de peix d'aigua dolça de la subfamília de les Copionodontinae dins la família dels tricomictèrids, i de l'ordre dels siluriformes. Viu a les aigües subterrànies de l'estat de Bahia al nord-est de Brasil a Sud-amèrica.
Els adults poden assolir 5,8 cm de longitud total. És un peix d'aigua dolça i de clima tropical.
L'epítet spinosum és llatí per espinós, en al·lusió a la presència d'odontodes operculars, únic en aquesta espècie de les Copionodontinae.